# Melittia
Melittia is een geslacht van vlinders uit de familie van de wespvlinders (Sesiidae).
De wetenschappelijke naam Melittia werd in 1819 voorgesteld door Jacob Hübner. De typesoort is Melittia anthedoniformis Hübner, 1819.

## Soorten
Melittia omvat de volgende soorten:
- M. abyssiniensis Hampson, 1919
- M. acosmetes Hampson, 1919
- M. aethiopica Le Cerf, 1917
- M. afonini Gorbunov & Arita, 1999
- M. ambigua Snellen, 1901
- M. amblyphaea Hampson, 1919
- M. amboinensis Felder, 1861
- M. arcangelii Giacomelli, 1911
- M. astarte (Westwood, 1848)
- M. aureosquamata (Wallengren, 1863)
- M. auriplumia Hampson, 1910
- M. aurociliata (Aurivillius, 1879)
- M. azrael Le Cerf, 1914
- M. barnesi Dalla Torre, 1925
- M. batchiana Le Cerf, 1917
- M. bella Arita & Gorbunov, 1996
- M. bergii Edwards, 1883
- M. binghamii Niceville, 1900
- M. bombyliformis (Cramer, 1782)
- M. boulleti Le Cerf, 1917
- M. brabanti Le Cerf, 1917
- M. brevicornis Aurivillius, 1905
- M. burmana Le Cerf, 1916
- M. butleri Druce, 1883
- M. calabaza Duckworth & Eichlin, 1973
- M. callosoma Hampson, 1919
- M. celebica Le Cerf, 1916
- M. combusta (Le Cerf, 1916)
- M. congoana Le Cerf, 1916
- M. congruens Swinhoe, 1890
- M. cristata Arita & Gorbunov, 2002
- M. cucphuongae Arita & Gorbunov, 2000
- M. cucurbitae (Harris, 1828)
- M. cyaneifera Walker, 1856
- M. chalciformis (Fabricius, 1793)
- M. chalconota Hampson, 1910
- M. chalybescens Miskin, 1892
- M. chimana Le Cerf, 1916
- M. chlorophila (Hering, 1935)
- M. chrysobapta Hampson, 1919
- M. chrysogaster Walker, 1865
- M. dichroipus Hampson, 1919
- M. distincta Le Cerf, 1916
- M. distinctoides Arita & Gorbunov, 2000
- M. doddi Le Cerf, 1916
- M. dolens Druce, 1899
- M. ectothyris Hampson, 1919
- M. eichlini Friedlander, 1986
- M. elaea Hampson, 1919
- M. endoxantha Hampson, 1919
- M. erythrina Diakonoff, 1954
- M. eurytion (Westwood, 1848)
- M. faulkneri Eichlin, 1992
- M. ferroptera Kallies & Arita, 1998
- M. flaviventris Hampson, 1919
- M. formosana Matsumura, 1911
- M. fulvipes Kallies & Arita, 2004
- M. funebris Le Cerf, 1917
- M. funesta Le Cerf, 1917
- M. gephyra Gaede, 1933
- M. gigantea Moore, 1879
- M. gilberti Eichlin, 1992
- M. gloriosa Edwards, 1880
- M. gorochovi Gorbunov, 1988
- M. grande (Strecker, 1881)
- M. grandis (Strecker, 1881)
- M. haematopis Fawcett, 1916
- M. hampsoni Beutenmüller, 1894
- M. hervei Le Cerf, 1917
- M. houlberti Le Cerf, 1917
- M. hyaloxantha Meyrick, 1928
- M. imperator Rothschild, 1911
- M. indica Butler, 1874
- M. inouei Arita & Yata, 1987
- M. iridisquama Mabille, 1890
- M. japona Hampson, 1919
- M. javana Le Cerf, 1916
- M. josepha Le Cerf, 1916
- M. khmer Le Cerf, 1917
- M. kulluana Moore, 1888
- M. laboissierei Le Cerf, 1917
- M. lagopus Boisduval, 1875
- M. laniremis (Wallengren, 1859)
- M. lanireniis (Wallengren, 1860)
- M. latimargo Butler, 1874
- M. lentistriata Hampson, 1919
- M. leucogaster Hampson, 1919
- M. louisa Le Cerf, 1916
- M. luzonica Gorbunov & Arita, 1996
- M. madureae Le Cerf, 1916
- M. magnifica Beutenmüller, 1900
- M. marangana Le Cerf, 1916
- M. meeki Le Cerf, 1916
- M. moluccaensis Hampson, 1919
- M. moni de Freina, 2007
- M. natalensis Butler, 1874
- M. necopina Kallies & Arita, 2004
- M. nepalensis Gorbunov & Arita, 1999
- M. nepcha Moore, 1879
- M. newara Moore, 1879
- M. nigra (Le Cerf, 1917)
- M. nilgiriensis Gorbunov & Arita, 1999
- M. nipponica Arita & Yata, 1987
- M. notabilis Swinhoe, 1890
- M. oberthueri Le Cerf, 1916
- M. oberthuri Le Cerf, 1916
- M. oedipus Oberthür, 1878
- M. pauper Le Cerf, 1916
- M. pellecta Swinhoe, 1890
- M. phorcus (Westwood, 1848)
- M. pijiae Arita & Kallies, 2000
- M. pomponia Le Cerf, 1911
- M. powelli Le Cerf, 1917
- M. propria Kallies & Arita, 2003
- M. proxima Le Cerf, 1917
- M. pulchripes Walker, 1856
- M. pyropis Hampson, 1919
- M. riograndensis Brethes, 1920
- M. romieuxi Gorbunov & Arita, 1996
- M. rufescens (Le Cerf, 1916)
- M. rufodorsa Hampson, 1910
- M. rugia Druce, 1910
- M. rutilipes Walker, 1865
- M. sangaica Moore, 1877
- M. satyriniformis Hübner, 1825
- M. scoliiformis Schade, 1938
- M. senohi Arita & Gorbunov, 2000
- M. siamica Walker, 1865
- M. simonyi Rebel, 1899
- M. smithi Druce, 1889
- M. snowii Edwards, 1882
- M. staudingeri Boisduval, 1875
- M. strigipennis Walker, 1865
- M. sukothai Arita & Gorbunov, 1996
- M. sulphureopyga Le Cerf, 1916
- M. sumatrana Le Cerf, 1916
- M. superba Rothschild, 1909
- M. suzukii Gorbunov & Arita, 1999
- M. tabanus Le Cerf, 1916
- M. taiwanensis Arita & Gorbunov, 2002
- M. tayuyana Bruch, 1941
- M. thaumasia Turner, 1917
- M. tibialis (Drury, 1773)
- M. tigripes Diakonoff, 1954
- M. uenoi Arita & Gorbunov, 2000
- M. umbrosa Zukowsky, 1936
- M. ursipes Walker, 1856
- M. usambara Le Cerf, 1917
- M. victrix Le Cerf, 1916
- M. viridisquama Mabille, 1890
- M. volatilis Swinhoe, 1890
- M. xanthodes Diakonoff, 1954
- M. xanthogaster Hampson, 1919
- M. xanthopus Le Cerf, 1916